# Brent's Cove
Brent's Cove is een gemeente (town) in de Canadese provincie Newfoundland en Labrador.

## Geschiedenis
In 1966 werd het dorp een gemeente met de status van local government community (LGC). In 1980 werden LGC's op basis van de Municipalities Act als bestuursvorm afgeschaft. De gemeente werd daarop automatisch een community om een aantal jaren later uiteindelijk een town te worden.

## Geografie
De gemeente ligt op het schiereiland Baie Verte aan de noordkust van het eiland Newfoundland. Brent's Cove is met zijn 1,02 km² de kleinste gemeente van de provincie.

## Demografie
Demografisch gezien is Brent's Cove, net zoals de meeste kleine dorpen op Newfoundland, aan het krimpen. Tussen 1991 en 2021 daalde de bevolkingsomvang van 310 naar 119. Dat komt neer op een daling van 191 inwoners (-61,6%) in dertig jaar tijd.
| Jaar | Aantal inwoners | Verschil |
| ---- | --------------- | -------- |
| 1991 | 310             | –        |
| 1996 | 283             | -8,7%    |
| 2001 | 258             | -8,8%    |
| 2006 | 204             | -20,9%   |
| 2011 | 181             | -11,3%   |
| 2016 | 157             | -13,3%   |
| 2021 | 119             | -24,2%   |